# Бушнелл, Нолан
Нолан Бушнелл (англ. Nolan Bushnell, род. 5 февраля 1943) — американский инженер и предприниматель. Был введён в Зал славы компьютерных игр и Зал славы ассоциации бытовой электроники, получил премию BAFTA Fellowship и награду «Новатор года» Nations Restaurant News, был назван одним из «50 человек, которые изменили Америку» по версии Newsweek. Бушнелл основал более двадцати компаний и является одним из отцов-основателей индустрии компьютерных игр. В 1972 году основал компанию Atari, Inc., оказавшей огромное влияние на индустрию видеоигр, в 1977 году — сеть семейных ресторанов и развлекательных центров Chuck E. Cheese’s. В 1983 году вместе со Стэном Хани он основал компанию Etak для выпуска разработанной ими компьютеризированной навигационной системы для автомобилей.
В 1997 году Computer Gaming World поставил Нолана Бушнелла на пятое место в списке самых влиятельных людей в игровой индустрии.